# Setsu Sawagata
Setsu Sawagata (澤潟 節, Sawagata Setsu) est un footballeur japonais.